# La Tragédie impériale
Pour plus de détails, voir Fiche technique et Distribution.
La Tragédie impériale est un film français réalisé par Marcel L'Herbier en 1937, sorti en 1938.

## Synopsis
L'histoire du moine Raspoutine de ses débuts de « guérisseur », son arrivée à la cour impériale de Russie et son influence sur la famille du tsar, ayant contribué à la fin de la Maison Romanov, et enfin son assassinat en 1916.

## Fiche technique
- Titres alternatifs : Le Diable de Sibérie / La Fin des Romanoff / Raspoutine
- Réalisateur : Marcel L'Herbier
- Assistant réalisateur : Robert-Paul Dagan
- Scénario : Max Glass (non crédité à ce titre) et Steve Passeur, d'après le roman d'Alfred Neumann[réf. nécessaire]
- Musique : Darius Milhaud
- Décors : Eugène Lourié et Guy de Gastyne
- Costumes : Georges K. Benda
- Photographie : Philippe Agostini et Michel Kelber
- Son : Pierre Calvet[1]
- Montage : Raymond Leboursier
- Musique : Darius Milhaud
- Direction musicale : Roger Désormière
- Production : Max Glass
- Société de production : Max Glass Film et Flora-Film
- Société de production : Comptoir Français du Film (CFF)
- Pays de production :  France
- Langue originale : français
- Format :  Son mono  - Noir et blanc - 35 mm  - 1,37:1
- Genre : Drame - historique
- Durée : 110 min
- Date de sortie : 
  - France - 28 janvier 1938

## Distribution
| - Harry Baur : Raspoutine - Marcelle Chantal : La tsarine Alexandra - Pierre Richard-Willm : Le capitaine Igor Kourlov - Jean Worms : Le tsar Nicolas II - Jany Holt : La servante Groussina - Jacques Baumer : Le politicien Prokoff - Georges Malkine : Begger - Lucien Nat : Le major Ostrowski - Carine Nelson : Ania Nakimova, la fiancée d'Igor - Pierre Palau : Piotr - Georges Prieur : Le grand-duc Nikolaïevitch - Alexandre Rignault : Bloch - Gabrielle Robinne : La tsarine-mère - Martial Rèbe : Iliodore - Denis d'Inès : L'évêque Gregorian - Georges Vitray : Ivanov - André Gabriello : Stankevitch - Jean Joffre : L'archimandrite - Georges Paulais : Un quémandeur - Léon Larive : Le pope - Georges Bever : Le servant du pope - Jean Claudio : Le tsarevitch Alexis | - Marcel Barencey : Un membre du Saint Synode - Marguerite Templey : La générale - Ginette Gaubert : La princesse Dolgoroukine - Paul Escoffier : Le médecin de la cour - Suzanne Devoyod : La supérieure du couvent - Lucien Hector : L'homme de la mobilisation - Robert Moor : Le maître-d'hôtel d'Ania Nakimova - Génia Vaury : Nadia - Cécile Didier : Maria - Mady Berry : Dounia - Zélie Yzelle : Une paysanne - Valentine Camax : Une religieuse - Colette Régis : Une religieuse - Lucien Pascal : Un politicien - Roger Blin : Le jeune paysan - Alexandre Mihalesco : Le prédicateur - Albert Brouett : Un solliciteur - Georges Morton : Un solliciteur - Albert Malbert : Le policier Et : Andrée Berty, Jean Bouzanquet, Maurice Devienne, Mila Parély, Gaby Wagner, Jean Yonnel, Elisabeth Pinajeff |